# Vicugna
Vicugna és un gènere de mamífers artiodàctils de la família dels camèlids. Inclou dues espècies originàries de Sud-amèrica: una de silvestre, la vicunya i una de domèstica, l'alpaca. Té una relació proper amb el gènere Lama, també representat per una espècie silvestre (el guanac) i una de domèstica (el llama).